# Convenção para o Estabelecimento da Organização Mundial da Propriedade Intelectual
Convenção para o Estabelecimento da Organização Mundial da Propriedade Intelectual é um tratado internacional que rege o funcionamento da Organização Mundial da Propriedade Intelectual (OMPI).
A Convenção foi assinada em Estocolmo, Suécia, em 14 de julho de 1967 e entrou em vigor em 26 de abril de 1970. Em agosto de 2020, a convenção tinha 193 partes: 190 Estados membros da ONU mais as Ilhas Cook, a Santa Sé e Niue. Os três estados membros da ONU que não ratificaram a Convenção WIPO são:
- Estados Federados da Micronésia;
- Palau;
- Sudão do Sul.

A Convenção está redigida em inglês, francês, russo e espanhol, sendo todos os textos igualmente autênticos. A Convenção foi emendada em 28 de setembro de 1979.